# Estación de San Baudilio
San Baudilio (Sant Boi en catalán y oficialmente) es una estación ferroviaria situada en el municipio español de San Baudilio de Llobregat, en la provincia de Barcelona, comunidad autónoma de Cataluña. Forma parte de la línea 8 del Metro de Barcelona y de la línea Llobregat-Anoia de Ferrocarriles de la Generalidad de Cataluña (FGC) por donde circulan trenes de las líneas S3, S4, S8, S9, R5/R50 y R6/R60.
Es una de las estaciones más importantes de la línea por tener conexión con varios autobuses interurbanos, aparcamiento disuasorio, varias vías desviadas y el Centro de control centralizado de tráfico de la línea Llobregat-Anoia en el antiguo edificio de viajeros.

## Situación ferroviaria
Se encuentra ubicada en el punto kilométrico 8,4 de la línea férrea de ancho métrico que une Magoria con Martorell y Manresa a 17 metros de altitud.
| << cabecera                 | < estación                   | línea | estación >     | cabecera >>  |
| --------------------------- | ---------------------------- | ----- | -------------- | ------------ |
| Línea Llobregat-Anoia       |                              |       |                |              |
| Molí Nou-Ciutat Cooperativa | Molí Nou-Ciutat Cooperativa  |       | Cornellá-Riera | Plaza España |
| Can Ros                     | Molí Nou- Ciutat Cooperativa |       | Cornellá-Riera | Plaza España |
| Olesa de Montserrat         | Molí Nou- Ciutat Cooperativa |       | Cornellá-Riera | Plaza España |
| Martorell Enlace            | Molí Nou- Ciutat Cooperativa |       | Cornellá-Riera | Plaza España |
| Quatre Camins               | Molí Nou- Ciutat Cooperativa |       | Cornellá-Riera | Plaza España |
| Manresa Baixador            | Molí Nou- Ciutat Cooperativa |       | Cornellá-Riera | Plaza España |
| Igualada                    | Molí Nou- Ciutat Cooperativa |       | Cornellá-Riera | Plaza España |
| Manresa Baixador            | San Vicente dels Horts       |       | Cornellá-Riera | Plaza España |
| Igualada                    | Santa Coloma de Cervelló     |       | Cornellá-Riera | Plaza España |

## Conexiones
En la estación tiene parada cada 30 minutos y durante todo el año el autobús L77, que enlaza la localidad con el Aeropuerto de Barcelona sin paradas intermedias, y posee tarificación integrada en la ATM. También dispone del autobús local SB1, SB3; SB2, L96 (en la esquina) y L61, enlazando con la avenida Diagonal de Barcelona.